# آندریا فرتی (بازیکن فوتبال، زاده ۱۹۸۵)
آندریا فرتی (انگلیسی: Andrea Ferretti؛ زادهٔ ۱۵ آوریل ۱۹۸۵) بازیکن فوتبال اهل ایتالیا است.
از باشگاه‌هایی که در آن بازی کرده‌است می‌توان به باشگاه فوتبال کارپی و باشگاه فوتبال آلساندریا اشاره کرد.